# Albertine Elisabeth de Champcenetz

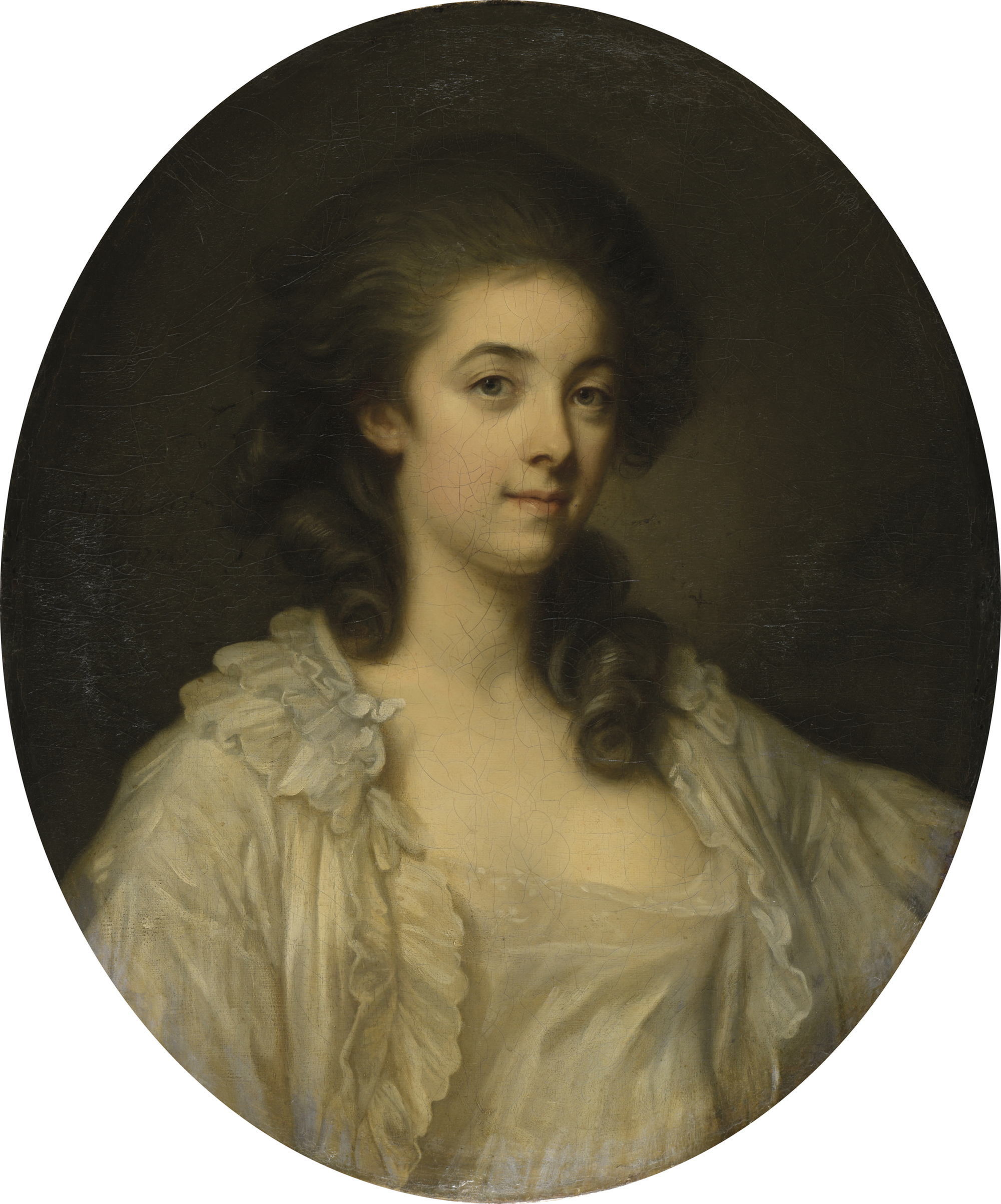
La marquise de Champcenetz, Jean-Baptiste Greuze, 1770, Privatbesitz

Albertine Elisabeth de Champcenetz, geboren als Albertine Elisabeth von Neukirchen genannt Nyvenheim, dite Baronne de Nieukerque (* 30. Oktober 1742 in den Niederlanden; † 24. Dezember 1805 im erzwungenen Exil in Fontainebleau) war eine prominente niederländische Adlige am Hof Ludwigs XV. und Ludwigs XVI., Unterstützerin niederländischer Patrioten und konterrevolutionäre Aktivistin, die mehrmals aus politischen Gründen festgenommen wurde.

## Eine Fast-Favoritin
Albertine Elisabeth von Neukirchen genannt Nyvenheim stammte aus einer adligen, aber mittellosen Familie protestantischer Konfession, ihre Eltern waren Johannes-Gisbert Ludolf Adrian von Neukirchen genannt Nyvenheim und Seina Margriet van Wicke. Sie heiratete 1760 Gerhard Pater, einen reichen Kaufmann und kolonialen Grundbesitzer. Als sie mit ihm im Juli 1763 nach Paris kam, zeichnete sie sich durch ihre Schönheit und ihren Charme aus. Jean-Baptiste Greuze fertigte ein Porträt von ihr an, das berühmt wurde. Nach ihrer Rückkehr in die Niederlande trennte sie sich im Dezember 1763 von ihrem Ehemann und kehrte unter dem Namen Baronne de Nieukerque nach Paris zurück. Von Ludwig XV. bemerkt, wurde eine Intrige begonnen, mit dem Ziel, sie anstelle von Madame du Barry als favorite en titre zu installieren. Die Intrige scheiterte nicht nur am Widerstand der Madame du Barry, sondern vor allem am Tod des Königs am 10. Mai 1774.
1775 gelang es ihr, ihre Schwester Catherine mit dem 61-jährigen Louis II. de Brancas, Duc de Villars, zu verheiraten. Nach dem Tod Gerhard Paters heiratete sie – nachdem sie fast die Ehe mit dem Prince de Lambesc eingegangen wäre – am 20. Juli 1779 Jean Louis Quentin de Richebourg (1723–1813), Marquis de Champcenetz, Gouverneur des Palais des Tuileries, Der Marquis de Champcenetz war der Vater von Louis René Quentin de Richebourg de Champcenetz, dit Chevalier de Champcenetz, der mit seiner Stiefmutter nicht auskam. Im Laufe der 1780er Jahre freundete sich Madame de Champcenetz mit Mitgliedern der Familie Polignac und dem Grafen von Vaudreuil an; zudem wird gesagt, dass sie die Geliebte von Charles Joseph de Ligne gewesen sei. Sie verfügte über eine prächtige Wohnung im königlichen Schloss Meudon (wo ihr Ehemann Gouverneur war), ein Hôtel particulier, das sich (bis 1784) auf die Gärten des Palais Royal öffnete (ihr Ehemann war Gouverneur des Palais des Tuileries), sowie Domänen in Neuilly und Soisy. Ihr beträchtliches eigenes Vermögen bestand hauptsächlich aus Einkünften aus Plantagen und Diamantenminen in Surinam, die sie von ihrem ersten Mann geerbt hatte. Sie nutzte dieses Vermögen, um den Aufstand niederländischer Patrioten zu unterstützen. Sie betreffende und bislang nicht ausgewertete Dokumente dazu werden in den niederländischen diplomatischen Archiven aufbewahrt.

## Eine Konterrevolutionärin
1789 emigrierte Madame de Champcenetz mit Yolande Martine Gabrielle de Polastron, duchesse de Polignac und deren Familie (1790 heiratete Armand de Polignac, der Sohn der Herzogin, ihre Nichte Idalie Johana Lina (1775–1862), Tochter ihres Bruders Berend), kehrte dann aber nach Frankreich zurück in der Annahme, dass sie als Ausländerin nichts zu befürchten habe. In der Korrespondenz des Comte d’Artois mit dem Comte de Vaudreuil ist häufig von ihr und ihrer Hingabe an die königlichen Sache die Rede. Unter dem Vorwand konterrevolutionärer Manöver und Korrespondenz mit den Emigranten wurde sie mehrere Monate im Couvent des Anglaises, nunmehr Prison des Anglaises genannt, eingesperrt. Der Guillotine entkommen, hörte sie nicht auf, mit Emigranten zu korrespondieren, während ihre Schwester, die Duchesse de Villars, eine vertraute Freundin des emigrierten Baron de Breteuil, den Salon des Revolutionärs Paul de Barras frequentierte. Unter dem Konsulat (1799–1804) war Madame de Champcenetz eine der aktivsten Gegnerinnen des neuen Regimes, und nach der Einführung des Konsulats auf Lebenszeit (1802) fungierte sie als Vermittlerin für die Auswanderer und unterstützte zusammen mit dem Comte de Vaudreuil anglo-royalistische Aktionen.
Als Pariser Agentin des Comte d’Artois war Madame de Champcenetz an der Verschwörung von Jean-Charles Pichegru beteiligt. Sie wurde nach dem Bruch des Friedens von Amiens und der Aufdeckung der englischen Verschwörungen (1803) verhaftet. Sie wurde zu Exil verurteilt und zog sich nach Fontainebleau zurück, wo sie 1805 starb.
Félicité de Genlis sagte von ihr, dass „ihre Schönheit allmählich verging, sie sei aber immer noch liebenswert. Man könne von ihr sagen, was Madame de Sévigné über Madame Dufresnoy, Mätresse vom Marquis de Louvois, dem Kriegsminister Ludwigs XIV. sagte, dass alles in ihrer Schönheit gesammelt wurde. Die Sorge, den kleinsten Fuß, ihre hübschen Hände zu zeigen und ihre Attitüden zu variieren, beschäftigten sie zu sehr.“